# Walasse Ting
Walasse Ting (født 13. oktober 1929 i Shanghai, død 17. maj 2010 i New York) var en kinesisk-amerikansk maler, digter og forfatter til kunstbøger. Ting var særligt kendt for sine farverige billeder af nøgne kvinder, dyr og fugle. Han havde forbindelse til COBRA-gruppen via kunstnere som Asger Jorn, Karel Appel og Pierre Alechinsky.

## Liv og karriere
Ting var født i Shanghai og forlod Kina som helt ung i 1946, hvor han først flyttede til Hong Kong og senere, i 1952 til Paris. Det var her han kom i kontakt med COBRA-malerne. I 1957 flyttede han til New York, hvor han blev inspireret af pop-art og abstrakt ekspressionisme. Efter at have lavet abstrakt kunst nogle år gik han mere over til figurativ kunst, hvor han også viste indslag med kinesiske rødder. 
Ud over at være billedkunstner var han også forfatter til en række bøger, blandt andet om kunst.
I sine senere år boede han i perioder i Amsterdam afvekslende med New York.

## Repræsentation
Han er repræsenteret på en række store museer over det meste af verden, blandt andet Museum of Modern Art og Guggenheim i New York, Tate Modern i London, Centre Georges Pompidou i Paris og Hong Kong Museum of Art i Hong Kong.
Udover det kan hans værker findes på Galerie Birch i København, som i øvrigt også har samarbejdet med Asger Jorn og Pierre Alechinsky.